# 定志丸
定志丸屬於中醫方劑的明目劑，出自《太平惠民和劑局方》，由4味中藥組成，是用以治療近視和健忘的常用方劑，《醫方集解》將本方歸於手少陰藥。
本方的組成包括遠志、石菖蒲、人參、茯苓 。蜜丸，硃砂為衣。                                               
本方最早出現於《備急千金要方·卷十四》的開心散，是治療好忘十六首方之一
張子和將本方減去菖蒲，加茯神，柏子仁，酸棗仁。酒糊為丸，薑湯送下。具有安魂定驚的功效，亦名定志丸。                                                                     